# Rudbar
Rudbar (persisch رودبار, DMG Rūdbār [ɾudbɑɾ]) ist eine Stadt im Norden des Iran. Sie liegt zentral im Kreis des gleichnamigen Verwaltungsbezirks der Provinz Gilan im Südwesten des Kaspischen Meeres. Rudbar hat 11454 Einwohner, verteilt auf 3303 Familien (Stand 2006). Rudbar bedeutet „Ufer des Flusses“. Die Stadt liegt nahe am Fluss Sefid Rud. Wegen der vielen Olivengärten in der Nähe der Stadt wird sie auch Rudbar-e Seytun genannt (Seytun= Olive). 
Rudbar hat 5 Stadtviertel:
- Chalilabad
- Payin-Basar
- Bala-Basar
- Walidabad
- Wassat-Basar